# Бауер Теофіл Йозефович
Теофіл Йозефович Бауер (30 січня 1962, с. Тарашани, Глибоцький район, Чернівецька область, Українська РСР) — український державний і політичний діяч, дипломат. Надзвичайний і Повноважний Посол України в Румунії (2004–2005, 2012–2016).

## Біографія
Народився 30 січня 1962 у с. Тарашани Глибоцького району Чернівецької області.
У 1988 закінчив Українську сільськогосподарську академію. Кандидатська дисертація «Соціокультурний статус еколого-економічних систем (методологічний аналіз)» (Інститут філософії ім. Г.Сковороди НАНУ, 2000 р.).
З 1988 по 1990 — головний економіст.
З 1990 по 1996 — голова колгоспу «Україна» у селі Тарашани.
З 29 жовтня 1996 року по 6 червня 1998 року — голова Глибоцької районної державної адміністрації.
З 6 червня 1998 року по 29 липня 2003 року — голова Чернівецької обласної державної адміністрації.
До кінця 1999 — член Народного Руху України.
З квітня 2002 по 29 серпня 2002 — Голова Чернівецької облради.
З 11 лютого 2004 року по 30 вересня 2005 року — Надзвичайний і Повноважний посол України в Румунії.
З 13 вересня 2006 року по 8 серпня 2007 року — генеральний директор Аграрного фонду.
13 квітня 2012 року призначений Надзвичайним і Повноважним Послом України в Румунії.
11 березня 2016 — звільнений з посади посла в Румунії.

## Нагороди
- Орден «За заслуги» III ст. (14 лютого 2000) — за плідну трудову діяльність, активну життєву позицію, особистий внесок у розв'язання проблем ветеранів війни[11]
- Почесна грамота Кабінету Міністрів України (10 січня 2002)[12]